# Domy č. 7, 8, 9 v ulici Tkacké ve Štětíně
Domy č. 7, 8, 9 v ulici Tkacké ve Štětíně je komplex tří klasicistických nájemních domů nacházející se v Tkacké ulici ve staroměstské části Štětína, ve čtvrti Śródmieście. Nájemní domy jsou jediným v západní části starého města Štětína příkladem demolice budov až do základů a jejich rekonstrukce včetně architektonických detailů fasád.

## Historie
Nájemní domy byly postaveny v 19. století na tehdejší Große Wollweberstraße. Jako jedna z mála budov na Starém Městě přežily bombardování během druhé světové války a poválečné demolice budov. Po válce však nebyly provedeny žádné opravy fasád, o čemž svědčí fotografie ukazující zbytky předválečných nápisů na přízemí. Na konci 90. let 20. století odhalily prasklé zdi, odlupující se omítky, vodní skvrny a chybějící cihlové spáry na fasádách špatný stav činžovních domů. Z odborných posudků vyplynulo, že rekonstrukce nebyla možná, proto byly domy kolem roku 2007 v souladu s rozhodnutím Městského památkového záchranáře zbourány. Investor byl povinen postavit nové domy a rekonstruovat fasády tak, jak byly před demolicí. Stavba byla zahájena v roce 2010 a byla dokončena v roce 2011.

## Galerie

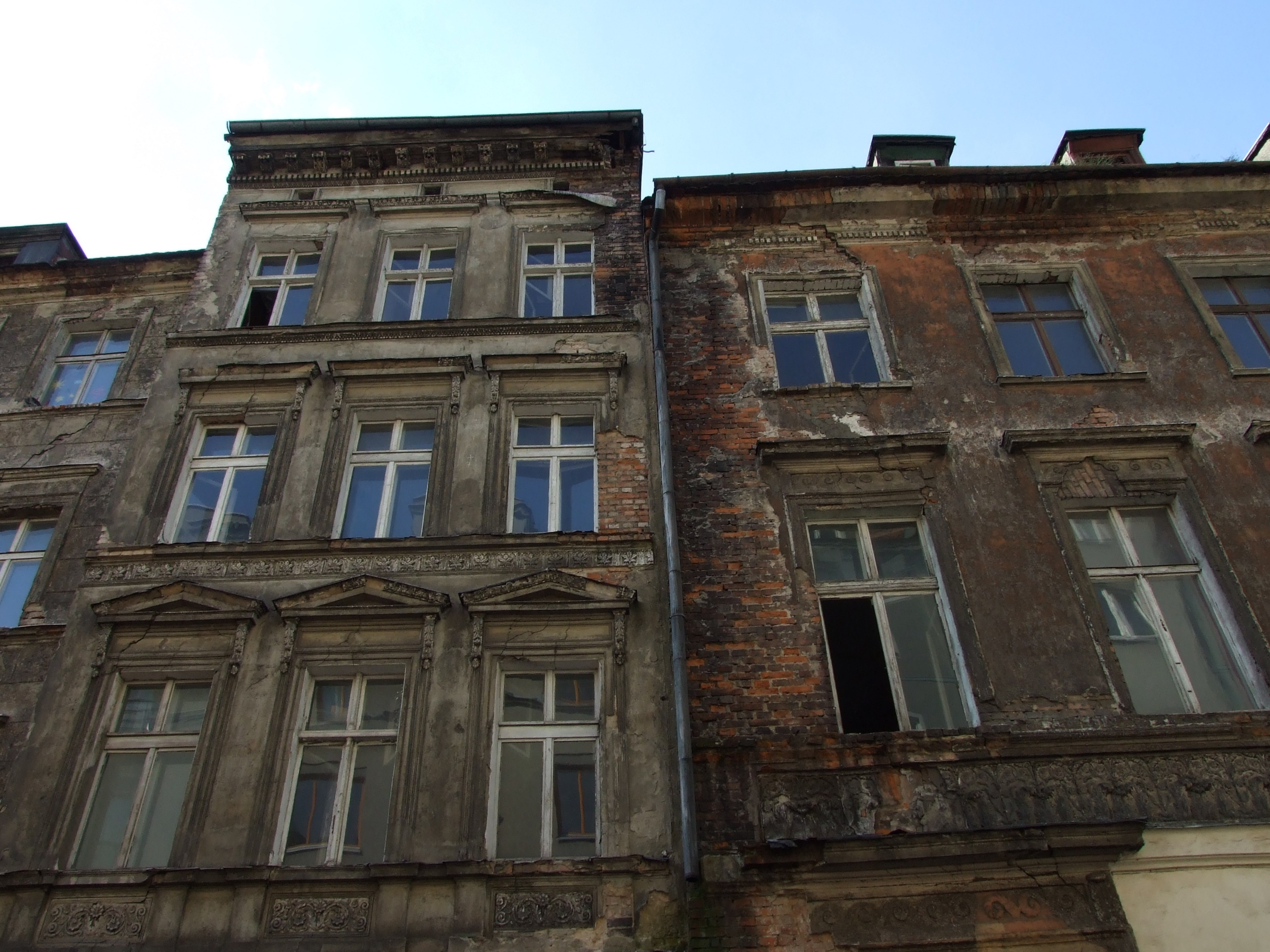
Domy č. 7, 8 a 9 před rekonstrukcí, 2007
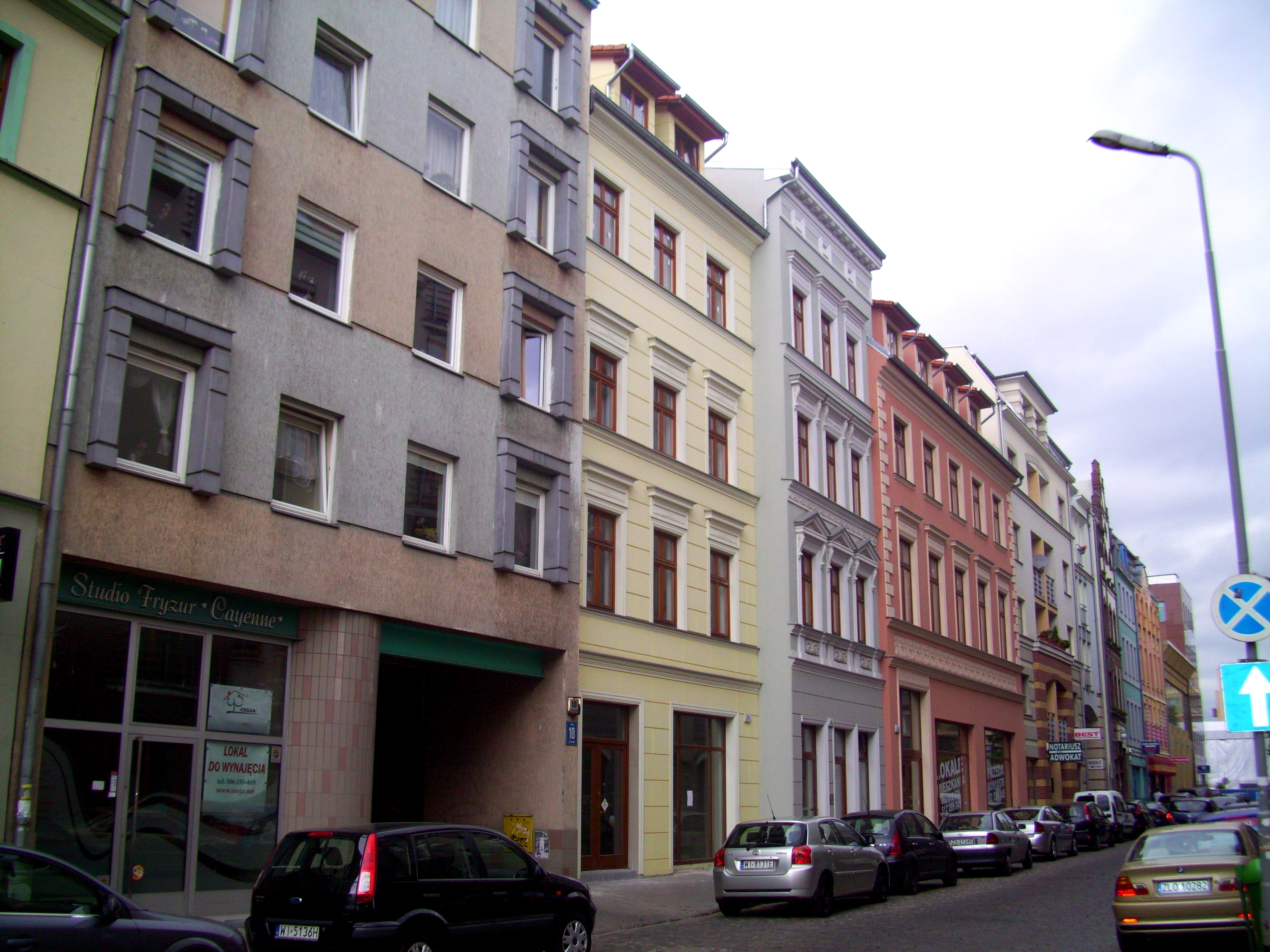
Domy po rekonstrukci, 2012